# Baklànie
Baklànie (en rus: Бахаревский) és un poble de l'óblast d'Astracan, a Rússia, segons el cens del 2010 tenia 581 habitants.